# Kulturväxter

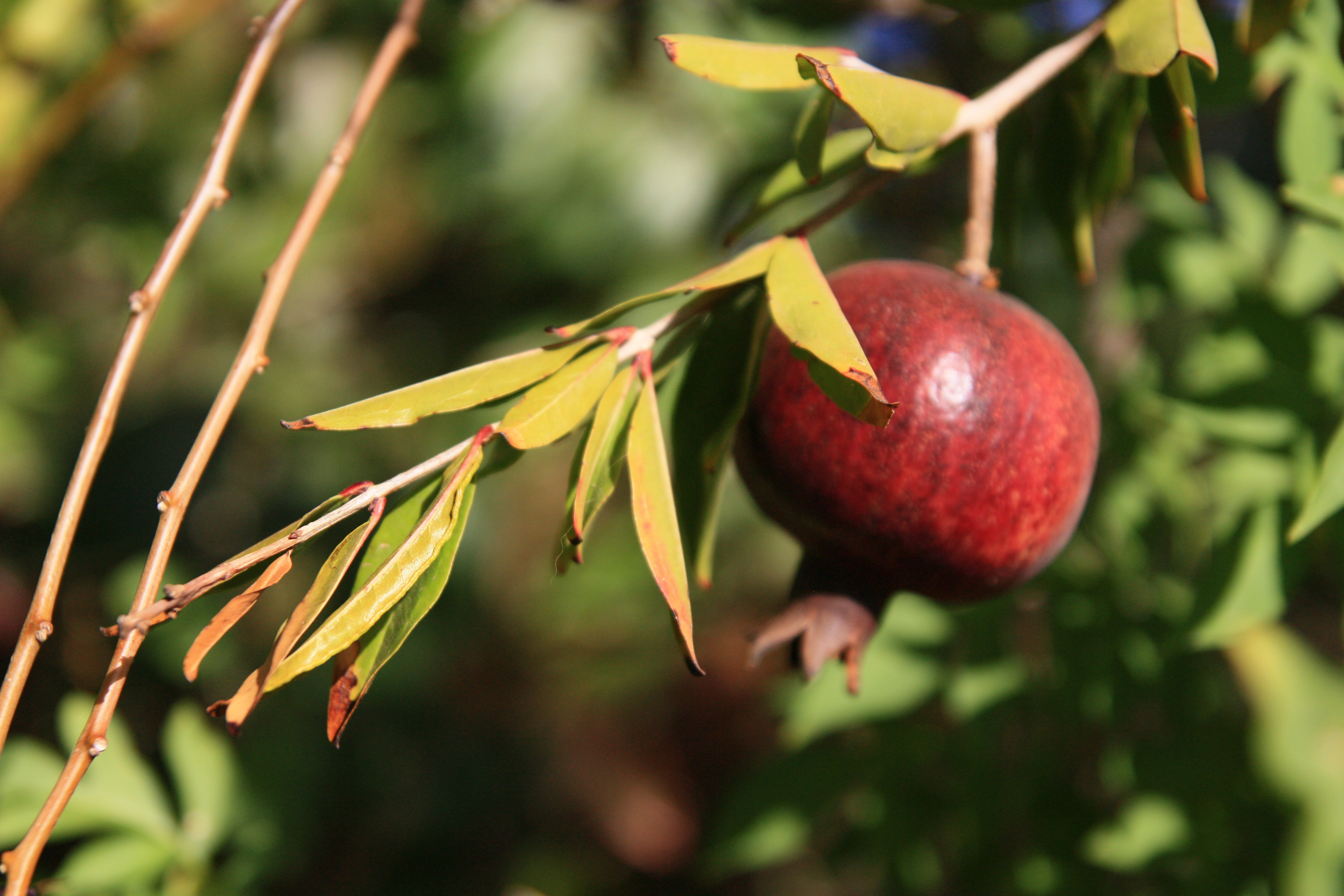
Kulturväxter

Kulturväxter är växter som människan på något sätt kunnat dra fördel av och därför börjat odla och ofta även förädla. Beroende på vilken kulturväxt det gäller kan praktiskt taget varje del av en växt utnyttjas, t ex blad, blommor, frön, fruktkött, ved, vedfibrer, bastfibrer, bark, rötter. Användningsområdet är utbrett och utgörs t ex av byggnadsmaterial, livsmedel, foder för husdjur, kläder och andra textiler, medicin, stimulantia, prydnad/dekoration, färgsättning, parfym.
Några vanliga kulturväxter är gran, tall, vete, majs, ris, potatis, sockerrör, rödklöver, bomull, jute och hampa.